# 牛若峰
牛若峰（1928年—），原名牛计保，男，河北无极人，中国农业经济学家，曾任中国农业科学院农业经济研究所研究员。